# Буковица (област)
Буковица је кршевит крај у сјеверној Далмацији, у троуглу између Бенковца, Обровца и Книна, Република Хрватска.

## Географија
На сјеверу је омеђен ријеком Зрмањом, на западу Каринским морем, а на истоку и југоистоку Крком. Јужном границом Буковице пролази жељезничка пруга Задар - Книн. У рељефном погледу, ријеч је о кречњачкој заравни надморске висине 250 - 300 метара, прошараној мањим узвишењима (Јуришинка - 674 м).

## Назив
Претпоставља се да је Буковица име добила по некадашњем обиљу букове шуме која је нестала у 17. веку када су Млечани посјекли буково дрво и од њега градили Венецију.

## Клима
На подручју Буковице осјећа се утицај континенталне и медитеранске климе. Зиме су хладне и с доста вјетрова, нарочито буре која траје и по неколико дана. Бура долази са сјевера и сјеверозапада, а испољава се снажним ударима. У току буре вријеме је ведро. За разлику од буре, југо углавном доноси пуно влаге и кишу. Понекад дува и суво југо који осуши земљу и штети усјевима. Снијег све рјеђе пада.
Топли дани и суше преовлађују у току љета. Температуре су високе али због мале влажности су издржљиве.

## Привреда
Обрадивих површина је мало па се становништво оријентисало углавном на сточарство, посебно овчарство, и у мањој мјери ратарство. Вегетацијом и пољопривредом се ово подручје јасно разликује од сусједних плодних Равних котара, у које се стално исељавало буковичко становништво.
И прије војне акције Олуја то је био привредно заостао и депопулацијски простор, што је процес који је рат само убрзао.

## Насеља
Честа је подјела на Горњу или Обровачку Буковицу те Доњу или Кистањску Буковицу. Највеће насеље унутар саме Буковице су Кистање, а на њеном сјеверном рубу се налази Обровац. Већа буковичка села су: Билишане, Бјелина, Ервеник, Ђеврске, Ивошевци, Карин, Крушево, Медвиђа, Мокро Поље, Радучић, Пађене и Жегар.